# Лиза Марклунд
Лиса Марклунд (на шведски: Liza Marklund) е известна шведска журналистка и писателка (авторка на бестселъри в жанра трилър). Заедно с Хенинг Манкел, Стиг Ларшон и Камила Лекберг формират „златното каре“ на шведския трилър.

## Биография и творчество
Ева Елисабет (Лиса) Марклунд е родена на 9 септември 1962 г. в Полмарк, Питео, Норботен, Швеция. Има по-малки брат и сестра. След завършване на гимназията работи като крупие в хотел в Питео, сервитьорка в Лондон, в кибуц в Израел и като телефонист в Холивуд.
Учи журналистика в медийния колеж „Кахил“ в община Каликс. След дипломирането си работи като репортер в „Норботен Куриер“. На 24 г. е назначена в „Aftonbladet“ и отива да работи в Стокхолм. По-късно се мести в „Expressen“. Помага за стартирането на вестник „Метро“ и работи в TV4. В продължение на 10 години работи като разследващ репортер, а като редактор на новините в телевизията в продължение на 5 години. Като журналист често повдигна въпросите за правата на жените и на децата. Авторка е на документални филми за деца със СПИН в Камбоджа и Русия, както и поредица за домашното насилие.
Лиса Марклунд е порулярен колумнист в различни шведски и международни вестници и списания, включително в таблоида „Expressen“, „Verdens Gang“ в Норвегия, „Financial Times“ във Великобритания, „Welt am Sonntag“ в Германия, „Dagbladet Information“ в Дания, и „Ilta-Lehti“ във Финландия.
През 1995 г. пробива с книгата си „Gömda“ (Скрита) – истинската история за Мария Ериксон (съавтор), която е първата жена, получила убежище в САЩ поради домашно насилие и терор в родината си. На английски език книгата е публикувана под заглавие „Buried alive“. През 2004 г. продължението на историята е издадено в романа „Asyl“ (Убежище).
През 1998 г. е публикуван първия ѝ трилър „Жената, която трябваше да умре“ от поредицата „Аника Бенгтсон“. Главната героиня е упоритата и еманципирана разследваща репортерка Аника Бенгтсон. Романът е удостоен с наградата „Полони“ за най-добър шведски криминален роман, писан от жена, както и наградата „Дебютант“ за най-добър дебютен роман на годината. През 2001 романът „Жената, която трябваше да умре“ е екранизиран във филма „Sprängaren“ (Атентаторът) с участието на Хелена Бергстрьом.
Следват още трилъри от поредицата – „Studio Sex“, „Paradiset“, „Prime Time“, „Червения вълк“, които утвърждават писателката сред майсторите на криминалния съспенс. През 1999 г. Лиса Марклунд става автор на годината в Швеция за „Studio Sex“. През 2003 г. трилърът „Paradiset“ е екранизиран с участието на Хелена Бергстрьом и на българския актьор Георги Стайков. През 2012 г. шест от романите за Аника Бенгтсон са филмирани в популярната телевизионна поредица „Криминален репортер“ с участието на Малин Крепин, Бьорн Кжелман и Лейф Андре.
През 2010 г., заедно с писателя Джеймс Патерсън, издават трилъра „P.S. Убийците“, който става № 1 в списъка на бестселърите на „Ню Йорк Тайм“ правейки Лиса Марклунд втория шведски автор достигал това място (след Стиг Ларшон с „Милениум“).
Произведенията на писателката често са в списъците на бестселърите. Те са преведени на над 33 езика и са издадени в над 15 милиона екземпляра по света.
През 2003 и 2004 г. Лиса Марклунд е в топ 10 на най-популярните жени в Швеция, а през 2004 г. става посланик на добра воля на УНИЦЕФ.
Тя е съсобственик на „Piratförlaget“, една от най-успешните издателски къщи в Швеция.
Лиса Марклунд живее със семейството си в Стокхолм, и в Марбела, Южна Испания.

## Произведения

### Самостоятелни романи
- Härifrån till jämställdheten (1998) – с Лота Карпентър
- Det finns en särskild plats i helvetet för kvinnor som inte hjälper varandra (2005) – с Лота Карпентър
- P.S. Убийците, The Postcard Killers (2010) – с Джеймс Патерсън
- Without a Trace (2015)

### Серия „Мария Ериксон“ (Maria Eriksson)
1. Gömda (1995) – с Мария Ериксон
2. Asyl (2004) – с Мария Ериксон

### Серия „Аника Бенгтсон“ (Annika Bengtzon)
1. Жената, която трябваше да умре, Sprängaren (1998)
2. Studio Sex (1999) – издаден и като „Studio 69 / Exposed“
3. Paradiset (2000) – издаден и като „Vanished“
4. Prime Time (2002)
5. Червения вълк, Den röda vargen (2003)
6. Nobels testamente (2006)
7. Livstid (2007)
8. En plats i solen (2008)
9. Du gamla du fria (2011)
10. Lyckliga gatan (2013)

### Екранизации
- 2001 Sprängaren
- 2003 Paradiset
- 2012 Nobels testamente
- 2012 Prime Time
- 2012 Studio Sex
- 2012 Den röda vargen
- 2012 Livstid
- 2012 En plats i solen

### Филмография
- 2004 Världens humorkväll – ТВ филм с участието и на Мартин Тимел и Кристине Мелцер